# Marc Saturnin Nan Nguéma
Marc Saturnin Nnang Nguema, né le 13 avril 1934 à Lambaréné,, mort le 7 novembre 2012, est un économiste et un homme politique gabonais. Il fut secrétaire général de l'Organisation des pays exportateurs de pétrole (OPEP) de 1981 à 1983. Il était dans l'opposition au régime politique du Gabon depuis 1990.
Il est le père de l'écrivaine Bessora.

## Biographie
Appartenant à l’ethnie Fang, Nnang Nguema a fait ses études à Paris où il a obtenu un doctorat en économie et un diplôme de science politique. Il entre dans la fonction publique à Paris en 1960. Après être retourné au Gabon, il y devient directeur au ministère des affaires économiques en 1963. Puis il travaille pour les Nations unies où il est nommé économiste au département des affaires économiques et sociales de l'ONU en 1964, puis il obtient un poste à la Conférence des Nations-unies sur le commerce et le développement (CNUCED) en 1965. En 1968, Nnang Nguema est nommé représentant permanent du Gabon à l'Office des Nations-unies à Genève. Il entre à Elf Aquitaine en novembre 1970.
Nnang Nguema est conseiller de l'Administrateur de l'Afrique francophone du Fonds monétaire international de 1972 à 1975. Il représente le Gabon à l'OPEP Executive Commission Board de 1975 à 1976. Il est directeur général adjoint d'Elf-Gabon de 1976 à 1981.
Nan Nguéma est secrétaire général de l'Organisation des pays exportateurs de pétrole (OPEP) du 1er juillet 1981 au 30 juin 1983. Il est directeur général adjoint de Elf-Gabon avant 1990,, et conseiller du président gabonais Omar Bongo, jusqu'en 1990.
Après 1990, Nnang Nguema rejoint l'opposition gabonaise et devient vice-président du Parti gabonais du progrès (PGP) fondé en mars 1990,. Il quitte ensuite le PGP pour fonder le Parti libéral démocratique (PLD) en 1992. Fin septembre 1993, il annonce qu'il sera candidat à l'élection présidentielle de 1993, à laquelle il obtiendra 0,86% des voix,. Nnang Nguema est ensuite président du Congress for Democracy and Justice (en) (CDJ) jusqu'en 2000, année à partir de laquelle Jules Aristide Bourdes-Ogouliguende en devient le secrétaire général.